# Stjerneborg

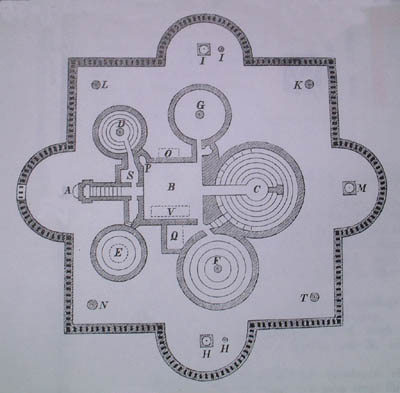
Esquema de Stjerneborg que muestra las cámaras subterráneas.

Stjerneborg ("Castillo de las Estrellas" en castellano) fue el observatorio subterráneo de Tycho Brahe. Este segundo observatorio del astrónomo danés se encuentra a unos 80 metros al sureste de su palacio-observatorio  Uraniborg, situado en la isla de Ven en el  estrecho de Öresund entre Dinamarca y Suecia. Fundado en 1584, lo llamó Stiernburg en lengua vernácula o Stellæburgus en latín. Tanto el nombre danés como el latino significan "castillo de las estrellas".
En sus cinco torres redondas con cúpulas cónicas, llamadas "criptas" por Tycho, sus instrumentos estaban bien protegidos contra el viento.
Tycho Brahe escribió: "Mi propósito era en parte colocar algunos de los instrumentos más importantes de forma segura y firme para que no estuvieran expuestos a la perturbadora influencia del viento y fueran más fáciles de usar, en parte para separar a mis colaboradores cuando hubiera varios conmigo al mismo tiempo, y que algunos de ellos hicieran observaciones en el mismo castillo y otros en estos sótanos, para que no se interpusieran entre sí ni compararan sus observaciones antes de que yo quisiera esto".
Las partes subterráneas del observatorio fueron excavadas en la década de 1950 y el observatorio reconstruido en torno de 1960. 
La mayoría de sus instrumentos de alta precisión diseñados y construidos por Tycho han sido destruidos. Sólo dos sextantes, fabricados por Jost Bürgi (1552-1632) y Erasmus Habermel (c. 1538-1606) alrededor de 1600, existen todavía en el Národní Technické Muzeum (NTM), Museo Técnico Nacional de Praga. Un modelo del cuadrante de madera se encuentra en la torre redonda del antiguo observatorio de Copenhague, que fuera inaugurada en 1642, para realizar la tarea que se llevaba a cabo en los observatorios de Tycho Brahe.
Las cámaras están equipadas hoy con un techo que se aproxima al original y las salas albergan un espectáculo multimedia abierto al público.
El jardín de estilo renacentista en torno del observatorio está reconstruido.

## Patrimonio Astronómico Excepcional
En 2003 se creó en el marco de la Estrategia Global para una Lista del Patrimonio Mundial equilibrada, representativa y creíble de UNESCO, la Iniciativa Temática sobre Astronomía y Patrimonio Mundial, con el objetivo de establecer un vínculo entre la Ciencia y la Cultura hacia el reconocimiento de los monumentos y sitios relacionados con las observaciones astronómicas dispersos en todas las regiones geográficas, no sólo los científicos, sino también los testimonios de los conocimientos comunitarios tradicionales. La Unión Astronómica Internacional (UAI) anunció en 2018 durante su Asamblea General en Viena la elaboración de una lista propia de sitios de patrimonio astronómico que son excepcionales en la historia de la astronomía pero que no demuestran necesariamente un potencial Valor Universal Excepcional para su inscripción en la Lista del Patrimonio Mundial.
Muchos observatorios que desarrollaron su tarea entre el Renacimiento europeo y mediados del siglo XX fueron de gran importancia para la astronomía y su historia, pero en muchos casos sus edificios pueden estar dañados o completamente destruidos y los instrumentos originales pueden no existir en el presente; tal es el caso de los observatorios de Uraniborg y Stjerneborg, que han sido incluidos en la lista de Patrimonio Astronómico Excepcional (OAH) de la UAI, en la categoría "bienes tangibles e inmuebles". 

## Referencias

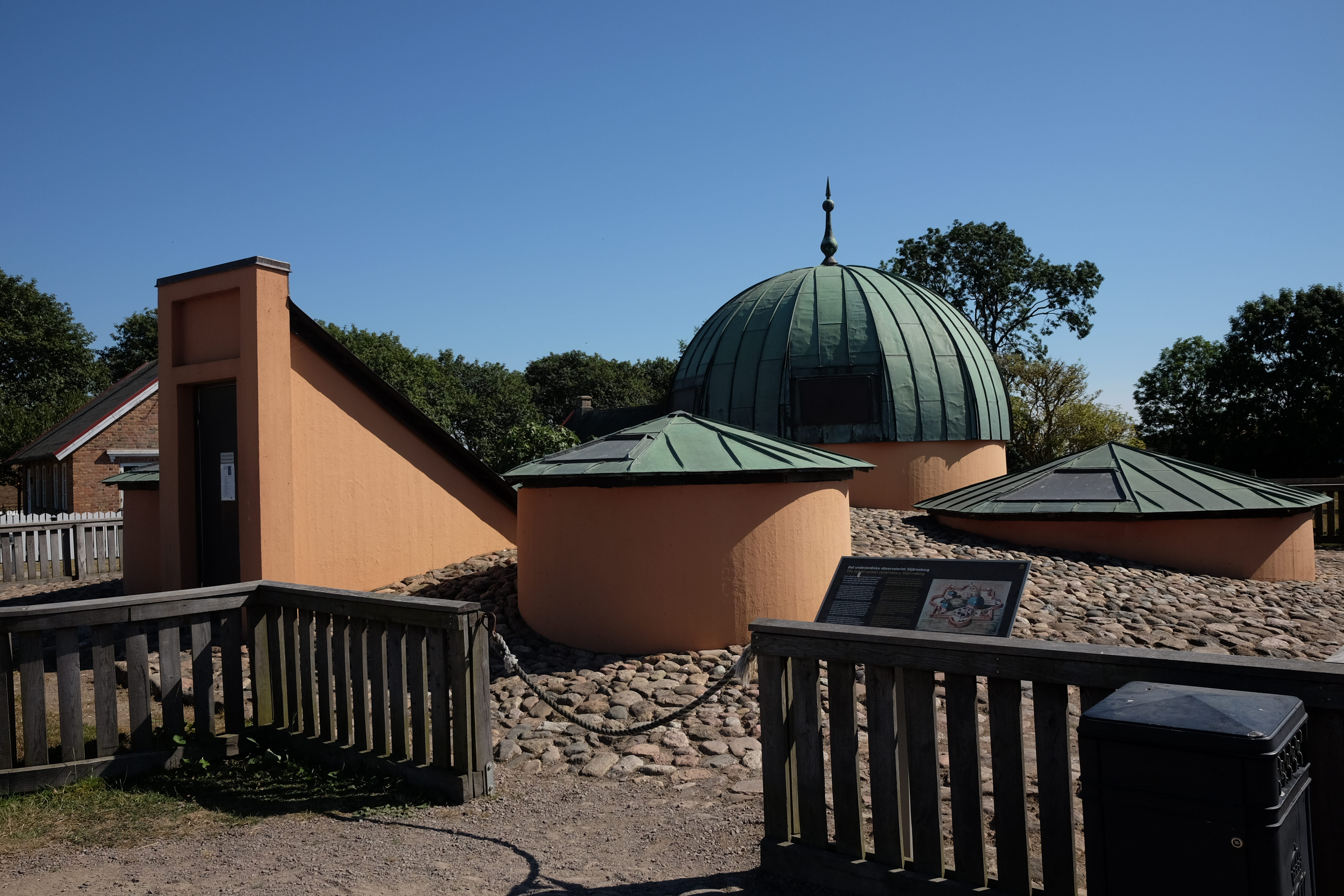
Stjerneborg tal como existe hoy

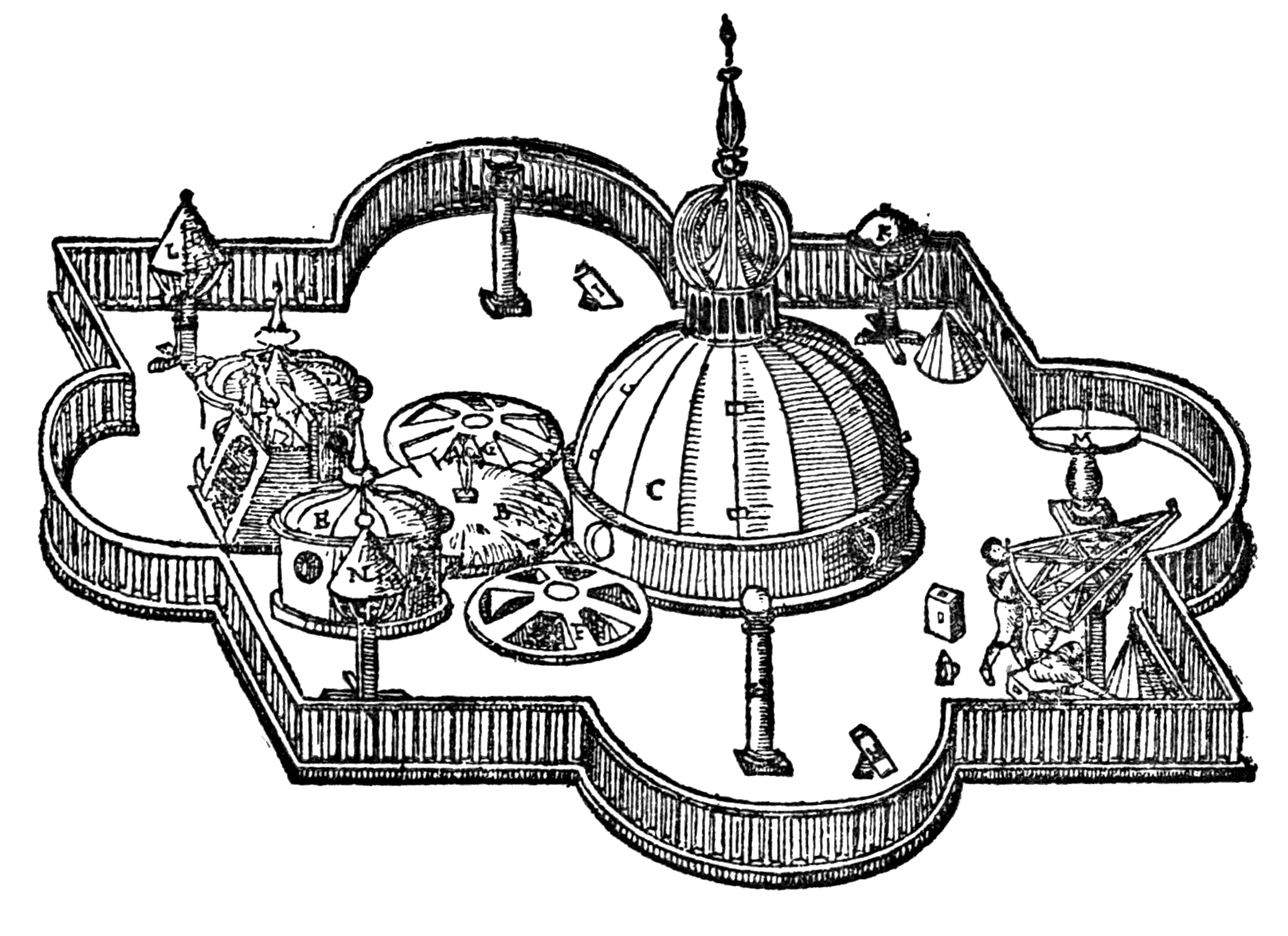
Grabado que ilustra Stjerneborg, del libro "Astronomiae Instauratae Mechanica", por Tycho Brahe (1602. p.104)